# Aristolochia lutescens
Aristolochia lutescens är en piprankeväxtart som beskrevs av Pierre Étienne Simon Duchartre. Aristolochia lutescens ingår i släktet piprankor, och familjen piprankeväxter. Inga underarter finns listade i Catalogue of Life.